# West of Scotland Championships 2012
Die West of Scotland Championships 2012 im Badminton fanden vom 20. bis zum 21. Oktober 2012 in Glasgow statt.

## Sieger und Platzierte
| Disziplin    | Gold                       | Silber                         | Bronze                         |
| ------------ | -------------------------- | ------------------------------ | ------------------------------ |
| Herreneinzel | Matthew Carder             | Andrew Gilliland               | Craig Goddard                  |
| Herreneinzel | Matthew Carder             | Andrew Gilliland               | Josh Neil                      |
| Dameneinzel  | Frances Heslop             | Kirsty McGlynn                 | Laura Muir                     |
| Dameneinzel  | Frances Heslop             | Kirsty McGlynn                 | Kirstie Baird                  |
| Herrendoppel | Jamie Neill Keith Turnbull | Patrick McHugh Gordon Thomson  | Danny Leinster Steven Stewart  |
| Herrendoppel | Jamie Neill Keith Turnbull | Patrick McHugh Gordon Thomson  | Gordon Haldane Craig Robertson |
| Damendoppel  | Alison Hill Victoria Wan   | Emma Cook Emma Gallacher       | Sophie Morrison Fiona Rae      |
| Mixed        | Mark MacKay Shona MacKay   | David T. Forbes Frances Heslop | Alan Martin Helen McCombe      |
| Mixed        | Mark MacKay Shona MacKay   | David T. Forbes Frances Heslop | Danny Leinster Emma Cook       |